# David Mainz
David Mainz Navarro (Sádaba, Zaragoza, Aragón, España, 21 de junio de 1985), conocido deportivamente como David Mainz, es un futbolista español que juega de delantero en el C. F. Santa Anastasia de la Tercera División RFEF.

## Trayectoria
Jugador cincovillés formado en la cantera de la Sociedad Deportiva Ejea, pasa por distintos equipos aragoneses regionales, debutando en Segunda B con el desaparecido Club Deportivo La Muela, hasta dar el salto al profesionalismo con la Sociedad Deportiva Eibar, con el que consiguió dos ascensos consecutivos en tres años, con una cesión intermedia en el Jorge Wilstermann boliviano en 2013, y proclamándose campeón de la Segunda División de España en la temporada 2013-14 a su regreso en la segunda vuelta del campeonato. Sin embargo el club eibarrés no cuenta con el para la Primera División, fichando por el AEL de la liga griega en el que permanecerá media temporada, para fichar posteriormente, en el mercado de invierno, por la Sociedad Deportiva Huesca, que se procalamará campeona de su grupo en Segunda B, retornando a Segunda después de la eliminatoria de ascenso. Posteriormente ficha por el Hércules de Alicante y volvería a Aragón en verano de 2017 con el Club Deportivo Ebro de la Segunda División B.

## Clubes
| Club                       | País    | Año       |
| -------------------------- | ------- | --------- |
| S. D. Ejea                 | España  | 2004-2005 |
| C. F. Santa Anastasia      | España  | 2005-2006 |
| C. D. Zuera                | España  | 2006-2008 |
| Real Zaragoza "C"          | España  | 2008-2009 |
| S. D. Ejea                 | España  | 2009-2010 |
| C. D. La Muela             | España  | 2010-2011 |
| S. D. Eibar                | España  | 2011-2013 |
| C. D. Jorge Wilstermann    | Bolivia | 2013      |
| S. D. Eibar                | España  | 2014      |
| AEL                        | Grecia  | 2014      |
| S. D. Huesca               | España  | 2015      |
| Hércules de Alicante C. F. | España  | 2016-2017 |
| C. D. Ebro                 | España  | 2017-2019 |
| S. D. Ejea                 | España  | 2019-2020 |
| S. D. Borja                | España  | 2020-2021 |
| C. F. Santa Anastasia      | España  | 2021-     |